# Sarah Gillis
Sarah Gillis (Palo Alto, Califórnia, 1 de janeiro de 1994) é uma engenheira estadunidense selecionada para a Polaris Dawn como especialista de missão.

## Educação
Gillis se formou no Shining Mountain Waldorf School em Boulder, Colorado, em 2012. Ela recebeu um diploma de engenharia aeroespacial da Universidade do Colorado em Boulder através da indicação de seu mentor, ex-astronauta da NASA Joseph Tanner.

## Carreira
Ela é uma engenheira líder de operações espaciais na SpaceX, responsável por supervisionar o treino dos astronautas para voarem na Crew Dragon. Ela preparou os astronautas da NASA para a Demo 2 e Crew-1 e treinou diretamente os tripulantes da Inspiration4. Gillis tem experiência como Operadora no Controle de Missão e apoiou operações em tempo real das operações de carga da Dragon para a Estação Espacial Internacional como uma Oficial de Navegação, Operações de Tripulação e Engenheira de Recursos para as missões tripuladas da Dragon, equivalente ao papel de CAPCOM da NASA.
Gillis foi selecionada como Especialista de Missão na Polaris Dawn, comandada por Jared Isaacman. O lançamento ocorreu no dia 10 de setembrro de 2024.